# Orquestra Simfònica Nacional de Letònia
L'Orquestra Simfònica Nacional de Letònia (en letó: LNSO, Latvijas Nacionālais simfoniskais orķestris) és l'orquestra simfònica principal de Letònia. Va ser fundada el 1926 per Arvīds Pārups. El seu actual director titular i artístic des de 2013 és Andris Poga. A més a més dels concerts simfònics regulars, l'orquestra també grava i difon les seves obres. El lloc d'actuació principal de l'orquestra és l'edifici Gran Gremi a Riga.
L'Òpera Nacional de Letònia també té una orquestra.

## Directors
- Director general i Director artístic:
  - Andris Poga
- Directors:
  - Dmitri Iablonski
  - Guillermo García Calvo
  - Hartmut Haenchen
  - Gerard Korsten
  - Rossen Milanov
  - Andris Nelsons
  - Tomomi Nishimoto
  - Modestas Pitrenas
  - Ola Rudner
  - Iuri Símonov
  - Andris Vecumnieks